# 콜로세움
콜로세움(Colosseum, 이탈리아어: Colosseo 콜로세오[*])은 고대 로마 시대의 건축물 가운데 하나로 로마 제국 시대에 만들어진 타원형 경기장이다. 석회암, 응회암, 콘크리트, 홍예석 등으로 지어져 있고, 8만 명 이상의 관중을 수용할 수 있었다. 로마의 중심지에 위치하여 있고, 현재는 로마를 대표하는 유명한 관광지로 탈바꿈하였다. 콜로세움이라는 이름은 근처에 있었던 네로 황제의 거대 동상인 콜로서스(巨像; kolossus)에서 유래한다. 원래 이름은 플라비우스 원형 경기장으로, 서기 72년 베스파시아누스 황제가 착공해 8년 뒤에 아들인 티투스 황제가 완공했다.
콜로세움은 수 세기 동안 계속 개축되어왔고, 로마 제국의 전성기에는 5만 명에서 8만 명의 관중들을 수용할 수 있었다. 콜로세움에서는 주로 검투사들의 결투가 이루어졌으며, 모의 해전, 동물 사냥, 신화의 재연 등 다양한 행사들이 펼쳐졌다. 다만 중세에 이르러 제국이 쇠퇴하고 로마가 폐허로 변하자, 콜로세움도 이와 같은 변화를 피하지 못하고 요새, 교회와 같은 용도로 사용되었다.
콜로세움은 지진과 약탈, 채석 같은 파괴 행위로 상당 부분이 손상을 입었으나, 여전히 로마의 상징과 같이 여겨지고 있다. 로마에서 가장 인기있는 관광지 중 하나이며 2018년에는 480만 명의 관광객들을 끌어들였다.
콜로세움은 이탈리아에서 사용되는 1센트 유로화 동전에도 새겨져 있다.

## 이름
콜로세움의 본 이름은 플라비우스 원형 경기장이다. 이와 같은 이름은 네로 황제를 쫓아내고 즉위한 플라비안 황조의 베스파시아누스 황제가 이 건물을 지었기 때문인데, 다만 현대에는 콜로세움이라는 이름이 압도적으로 높은 지명도를 갖고 있다. 로마시대에는 '콜로세움'이라는 단어가 로마 시에 위치한 건물에만 국한된 이름이 아니었기 때문에, 베스파시아누스와 티투스 황제도 이탈리아의 다른 도시들에 지은 경기장에 콜로세움이라는 이름을 붙였다.
콜로세움이라는 단어는 근처에 서있었던 거대한 네로 황제의 동상에서 그 기원을 찾을 수 있다. 이 조각상은 후대의 황제들에 의해 개조되어 태양신 헬리오스의 동상으로 바뀌었다.  중세 시대에 헬리오스는 이교도의 상징처럼 여겨졌던 데에 반해, 이 동상은 그 예술성을 인정받아 파괴되지 않고 계속 보존될 수 있었고, 무언가 마법적인 힘을 갖고 있는 것으로 여겨졌다. 로마가 지속적으로 쇠퇴하면서, 로마 도시 전체가 하나의 채석장으로 변하자 사람들은 청동을 녹여 사용하기 위해 동상을 무너뜨려 버렸고, 현재는 그 기단만이 남아있다.

## 역사

### 고대 로마 제국
본디 콜로세움의 위치는 주거지역이었다. 하지만 서기 64년 로마의 대화재가 일어나고 그 곳에 서있던 건물들이 모두 타버리자 네로 황제는 현재 콜로세움이 서있는 자리, 즉 팔라티노 언덕과 에스퀼리노 언덕 사이에 거대한 황금 궁전(도무스 아우레아)와 인공 호수, 정원들을 지었다. 기존 수로들이 이 정원에 엄청난 양의 물을 공급하기 위해 거대하게 개축되었고, 궁전과 정원들은 모두 화려하게 장식되었다. 또한 궁전의 옆에 그의 모습을 본딴 거대한 청동 거상을 지었다.
네로의 폭정에 반발하여, 반란이 일어났고 황제는 살해되었다. 후에 황제의 자리에 즉위한 베스파시아누스 황제는 네로의 궁전을 헐어버린 후, 그 부지에 거대한 원형 경기장을 짓기로 결정했다. 이와 같은 결정은 황제의 사유지였던 공간을 다시 군중에게 돌려준다는 상징적인 의미 또한 깃들어 있었다. 그 외에도 근처에 검투사 양성 학교, 기타 지원 건물들이 지어지기 시작했다. 다른 원형극장들이 주로 도시의 외곽에 위치해있었던 것과는 달리, 콜로세움은 독특하게도 도심의 한가운데에 정확히 계획되어 지어졌다.
70년 경 예루살렘을 함락한 후 유대인들의 성전에서 가져온 황금과 부를 사용하여 콜로세움의 건축에 보태기 시작하다. 발견된 비문에 따르면, 베스파시아누스 황제는 유대 원정의 전리품들을 콜로세움의 건축에 사용할 것을 명령했고 전리품과 함께 들어온 10만 명의 유대인 노예들이 건축에 동원되었다. 노예들은 로마에서 20km정도 떨어진 채석장에서 돌을 옮겨 왔고, 로마인 건축가들과 전문가들이 보다 전문적인 작업들을 수행하였다. 콜로세움은 목재, 응회암, 석회암, 콘크리트, 타일과 같은 재료로 지어졌다.
콜로세움은 서기 70~72년 경 베스파시아누스 황제에 의해 건설이 시작되었다. 79년에 콜로세움의 3층이 완공되었고 베스파시아누스 황제의 아들이 티투스 황제 치세 하에 완공되었다. 80년에 건축이 완료된 콜로세움의 개막식에는 9,000마리가 넘는 야생 동물들이 죽었다고 기록되어 있고, 이를 기념하기 위한 주화까지도 발행되었다. 콜로세움은 도미티아누스 황제 아래에서 개축되어 콜로세움 하부에 지하 터널이 생겼으며, 좌석 수도 크게 늘어났다.
217년, 콜로세움에 낙뢰로 인한 화재가 일어나 목재로 지어진 상층부가 전소했고, 240년까지 복구되지 않다가 250년에 완전히 복구되었다. 443년에 대규모 지진이 일어나 콜로세움을 다시 복원했다는 기록이 남아있다. 경기장은 6세기까지 계속 사용되었고, 동물 사냥은 적어도 523년까지 계속된 것으로 알려져 있다.

### 중세
콜로세움은 유럽 전역에 기독교가 급속히 퍼져나가며 상당한 변화를 겪게 된다. 6세기 후반, 작은 예배당이 경기장 한 귀퉁이에 세워졌으나 아직 그로 인한 큰 변화는 이루어지지 않았다. 경기장은 묘지로 바뀌었고, 원래 좌석이 있던 자리들에 상점과 주택들이 들어서며 적어도 12세기 후반까지 임대되어 사용되었던 것으로 기록되어 있다. 약 1200년도에 한 가문이 콜로세움을 점령하여 자신들의 성으로 개조, 사용하려 하였다.
1349년에 로마의 대지진으로 인해 경기장의 남쪽 벽이 무너져내렸다. 무너진 벽의 잔해들은 원래 자리로 돌아가지 못하고 다른 건물들에 사용되기 위해 다른 곳으로 옮겨졌다. 교회는 이로 인해 14세기 중반 콜로세움의 북쪽 부분으로 이전했고 19세기 초까지 계속 그 자리에 자리잡게 되었다. 경기장 내부의 석재들은 모두 벗겨져 다른 곳에 사용되거나 생석회를 만들기 위해 불태워졌다. 석재들과 함께 콜로세움의 무게를 지탱했던 청동 골조들도 이 때 대부분 뜯겨나갔고, 아직까지도 그로 인한 피해를 콜로세움의 벽들에서 찾아볼 수 있다.

### 현대

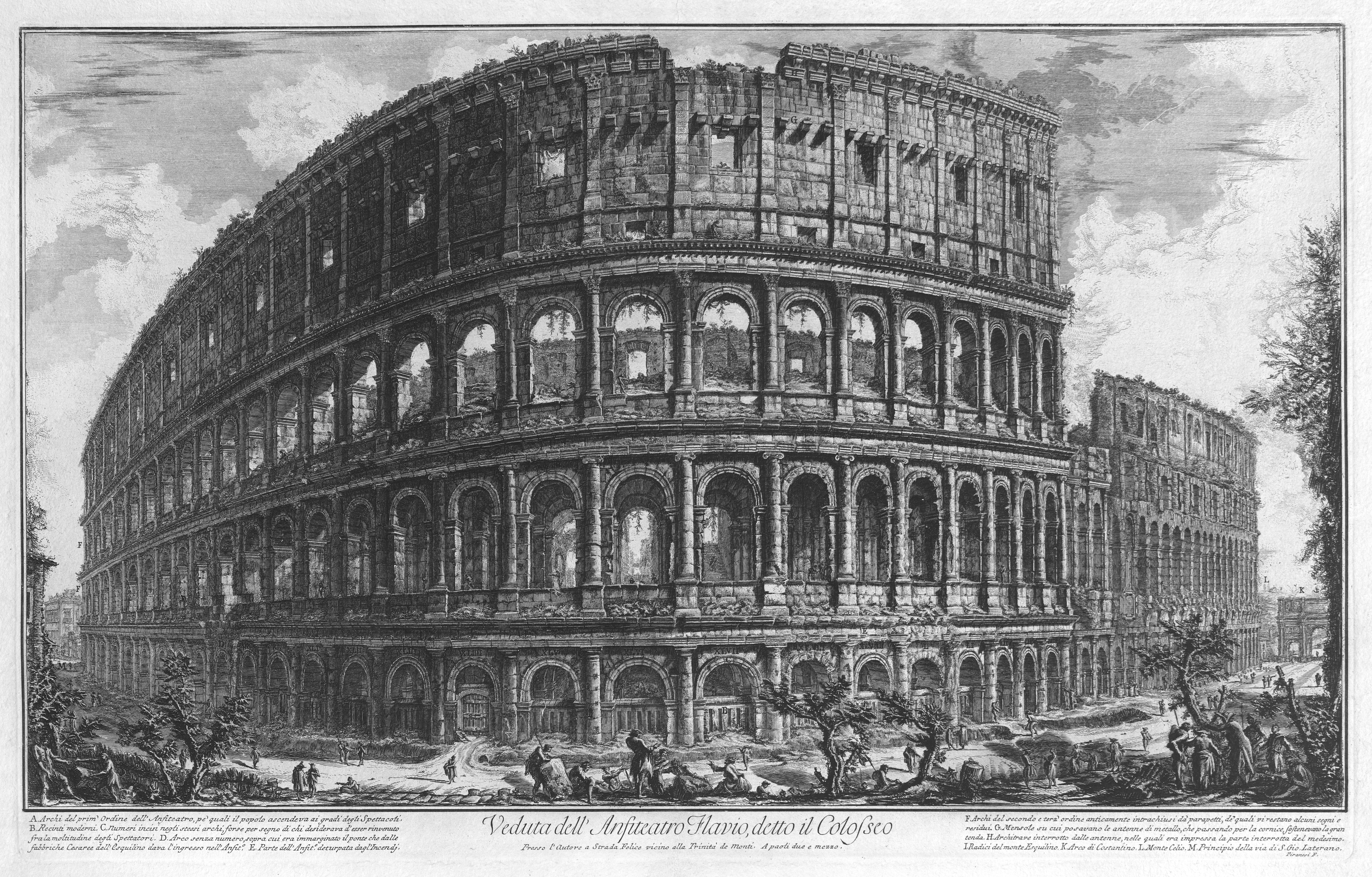
판화가 조반니 바티스타 피라네시가 그린 1757년 콜로세움 판화

16~17세기 사이, 교회는 콜로세움을 보다 더 생산적인 용도로 사용할 계획을 세웠다. 교황 식스투스 5세는 콜로세움을 양모 공장으로 사용할 계획을 수립했으나, 그가 조기에 사망하여 이 계획은 무위로 돌아갔다. 1671년 한 추기경이 콜로세움에서의 투우 경기를 승인하였으나, 대중들의 급격한 반발로 인해 곧 사업을 접어야만 했다.
1749년 교황 베네딕토 14세는 콜로세움이 바로 초기 기독교인들이 박해받았던 상징적인 장소였음을 주장했고, 이 곳을 성지로 지정했다. 그는 이 곳을 채석장으로 사용하는 것을 금지했고 순례길을 만들어 콜로세움 전역을 성역화하고자 했다. 그는 이 곳에서 기독교인들의 피가 흘려졌고, 이 피가 콜로세움을 성스러운 장소, 신에게 바쳐진 장소로 만들었음을 주장했다. 다만 그의 주장을 뒷받침할 결정적 증거는 없으며 대다수의 역사학자들은 그저 추측과 가정에 의해 만들어진 주장이라 생각한다.
교황은 후대에 콜로세움의 일부를 복원하기 위한 프로젝트를 세웠고, 당시 건물 전체에 무성하게 자라있던 잡초와 초목들을 모두 제거했다. 1807년, 1827년에 외벽이 쐐기로 인해 보강되었으며 내부는 19~20세기에 지속적으로 수리되었다. 경기장의 하부 구조는 19세기에 점진적으로 발굴되기 시작되었으며, 1930년대 무솔리니의 독재 하에 모두 발굴되어 그 구조가 완전히 노출되게 되었다.
콜로세움은 현재 이탈리아와 로마에서 가장 인기있는 관광명소이며, 매년 수백만 명의 관람객들이 이를 방문한다. 시간이 지남에 따라 오염, 훼손과 같은 문제들이 생겨나기 시작하자 이탈리아 정부는 400억 이탈리아 리라를 들여 1993~2000년 동안 보수 작업을 실시하였다.
최근 몇 년간 콜로세움은 사형제 폐지와 관련된 국제적 캠페인의 상징이 되었다. 몇몇 반-사형제 캠페인들이 바로 이 콜로세움의 앞에서 펼쳐졌고, 이때부터 로마 시는 사형수들이 석방되거나 사형제도가 폐지되는 나라가 생길 때마다 그날 하루 콜로세움을 비추는 야간 조명의 색깔을 흰색에서 금빛으로 바꾼다. 가장 최근의 변화는 2012년 11월에 미국 코네티컷 주가 사형제를 폐지하며 일어난 것이다.
워낙 경기장 내부가 심하게 훼손되어 있기 때문에, 콜로세움 내부에서 행사를 여는 것은 비현실적이다. 현재 콜로세움 내부에 비치된 임시 좌석들에는 겨우 수 백명의 사람들만이 앉을 수 있다. 다만 콜로세움을 배경으로 하여 바로 앞에서 열리는 행사들은 많은데, 폴 매카트니, 엘튼 존과 같은 전설적인 가수들이 이 곳에서 공연을 한 바 있다.

## 콜로세움의 구조

### 외부
언 덕 과  같 은  자 연  지형에 기대어 지어진 고대 그리스의 원형극장들과는 달리,  콜로세움은 완전히 독립적인 건축물이다. 그 길이는 189m이고 너비는 156m이다. 또한 그 면적은 24,000제곱미터이다. 외벽의 높이는 48m이고, 둘레는 본디 545m였던 것으로 추정된다. 경기장 내부의 중앙 무대는 길이 87m, 너비 55m의 타원형 구조이며 높이가 5m에 달하는 벽에 의해 둘러싸여 있다.
외벽은 10만 입방 미터에 달하는 석회암으로 이루어졌고 300톤에 이르는 청동 구조물로 지탱되었다. 하지만 수세기 동안 지진들이 일어나며 곳곳에 균열이 갔고 남쪽 벽이 완전히 무너져 내리고 말았다. 현재에는 북쪽 벽만 온전한 형태로 남아있고, 외벽 끝부분에 발라져 있는 삼각형 모양의 콘크리트 지지물은 19세기 초, 비교적 현대에 추가된 것이다. 다만 그 외의 나머지 부분들은 모두 고대 로마 시대부터 전해져 내려오는 벽들이다.
외벽은 층층이 쌓여있는 3개의 기둥들로 이루어져 있다. 이 기둥의 열들은 층마다 그 양식이 다른데, 도리스 양식, 이오니아 양식, 코린트 양식 등 다양한 양식의 기둥들을 모두 사용하여 지었다. 2층과 3층의 아치에는 원래 신화 등장인물의 조각상들이 세워져 있어 그 화려함을 더했다.
200개의 가죽 차양이 콜로세움 내부에 설치되어 관중으로부터 태양빛과 비를 차단할 수 있게 해주었다. 이 차양은 경기장의 3분의 2를 덮을 수 있었고, 공기의 원활한 흐름을 위해 안쪽으로 기울어진 형태를 취하고 있었다. 인근 로마 해군 본부에서 특별히 선별된 인원들이 이 차양을 설치하고 내리는 데 투입되었다.
콜로세움은 거대한 규모였지만, 유사시 관중들을 빠르게 대피시킬 수 있는 기능 또한 갖고 있었다. 로마의 건축가들은 관중들의 빠른 유입과 퇴장을 위한 효과적인 방법들을 고안해 냈다. 콜로세움에는 약 80개의 출입구가 있고, 이 중 76개는 일반 군중들이 사용했다. 각 출입구는 고유한 번호가 매겨져 있었다. 북쪽의 정문은 황제와 귀족들을 위한 것이었고 나머지  동, 남, 서쪽에 있는 문은 로마의 엘리트층이 주로 사용하였다. 4개의 주요 문은 타일과 황금으로 아름답게 장식되어 있었고 지금까지도 그 파편을 찾아볼 수 있다. 지금은 외벽 자체가 많이 무너지며 현재는 32개의 문만이 남아 있다.
관중들에게는 입장할 때 번호가 새겨진 도자기 파편 형태의 입장권이 주어졌으며 그가 예약한 관중석의 위치를 알려주는 기능을 했다. 그들은 넓게 뚫린 통로를 통해 좌석으로 움직여갔으며, 이와 같은 방식은 사람들을 빠르게 흩어질 수 있게 하였다. 또한 콜로세움의 실용적 구조는 몇 분만에 모든 관중들을 밖으로 대피시킬 수 있는 역할을 하였다.

### 내부

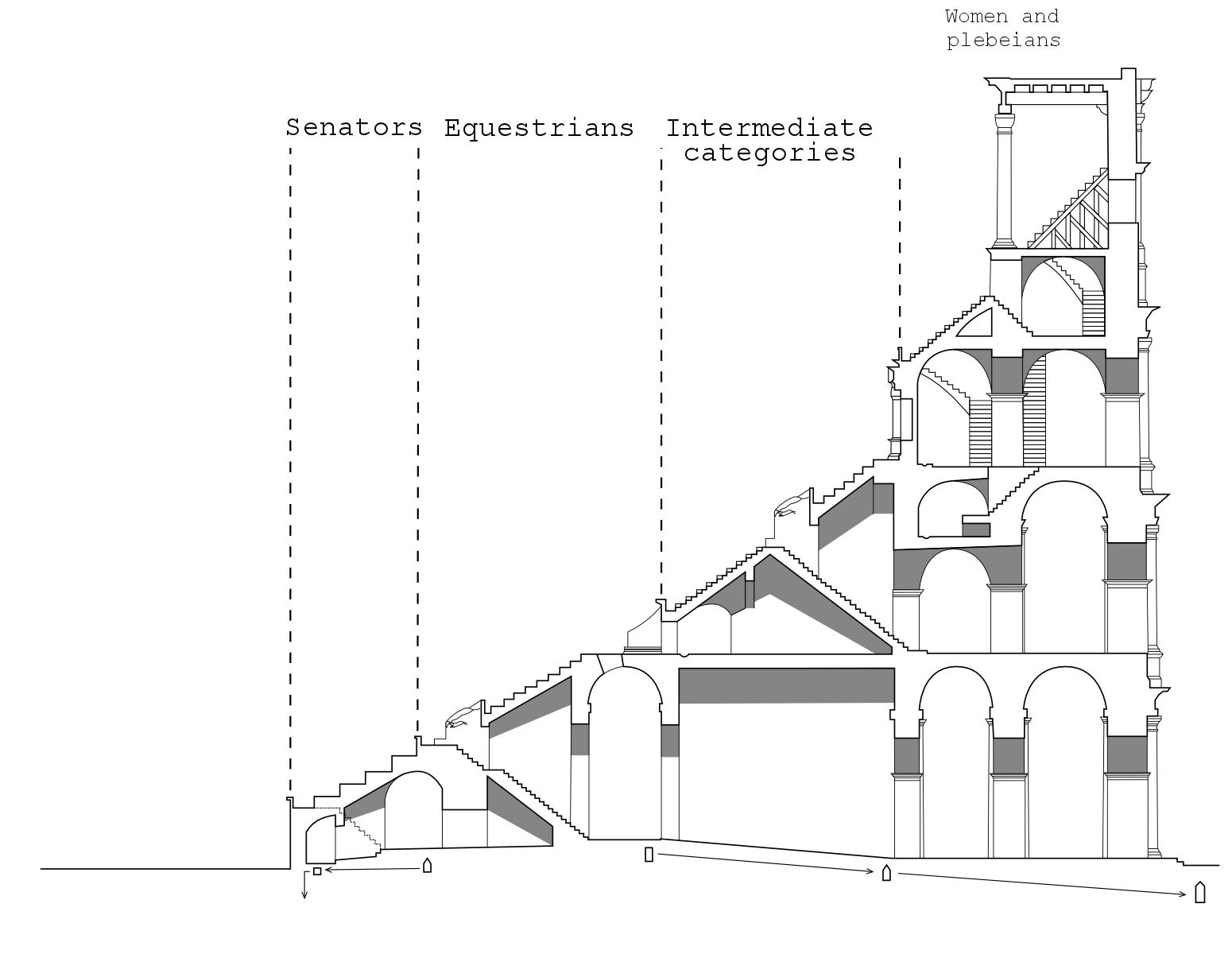
콜로세움 내부의 좌석 구조

콜로세움은 최대 8만 7천명에 달하는 인원을 수용할 수 있었다고 한다. 좌석들은 로마 사회의 계급에 따라 엄격히 구분되었는데, 지위가 높은 사람일수록 경기장과 가까운 하부의 좌석을 쓸 수 있었고, 계급이 낮을 수록 경기가 자세히 보이지 않는 위쪽의 좌석을 분배받았다. 특히 황제와 베스타 사제들에게 가장 전망이 좋은 북쪽과 남쪽의 자리가 헌정되었고 그 바로 옆에 원로원 의원들을 위한 널찍한 연단들이 줄지어 있었다. 현재 콜로세움에는 5세기 경 원로원 의원들의 이름들이 새겨져 있는데, 이는 의원들의 자리가 어디인지 미리 알려주기 위해 새겨진 것으로 추정된다.
1층은 도리아식, 2층은 이오니아식, 3층은 코린트식으로 지어졌다. 도리아는 남성, 이오니아는 여성으로 주로 표현된다. 
그 위의 좌석들은 원로 의원들이 아닌 귀족이나 기사들에게 주어졌다. 그 위는 또다시 로마의 평민들 중 부유한 자와 가난한 자, 이 둘로 나뉘는 등 신분제도가 엄격하게 지켜졌다. 다만 교사를 동반한 소년, 군인, 외국 고위 인사, 서기관, 사제와 같은 특권 계층에게는 따로 그들만을 위한 자리가 마련되어 있었다.
도미티아누스 황제의 통치 기간 동안 콜로세움의 최상층에 목재로 지은 좌석열이 마련되었다. 이는 도시의 최빈층과 노예들을 위한 것으로, 아마도 서있거나 거친 의자에 겨우 앉아있었어야 했을 것으로 여겨진다. 콜로세움 내부에 무덤 관리인, 배우, 전직 검투사들은 아예 그 출입이 금지되었다.

### 중앙 경기장
경기장 자체의 크기는 길이 83m, 너비 48m이다. 본래 모래로 뒤덮인 나무 바닥으로 정교한 지하의 구조들을 가리고 있었다. 지금 우리가 볼 수 있는 이 지하의 구조물들은 콜로세움이 지어질 때는 없었으나, 도미티아누스 황제의 지시로 지어진 것이다. 이 구조물들에는 노예와 검투사들이 경기 직전까지 자신의 순서를 기다리고 있었고 맹수와 동물들이 이 곳에서 갇혀 대기하고 있었다. 이 구조물들은 여러 차례 개축되었고 적어도 12번에 달하는 변화를 겪었다.
이 구조물들은 곧바로 콜로세움 외부로 이어지기도 한다. 동물들과 조련사들은 경기장 근처의 마구간에서 이 구조물을 통해 곧장 콜로세움 내부로 들어올 수 있었고, 황제와 베스타 신녀들도 군중의 눈길을 피해 이 터널들로 들어오는 경우가 있었다.
경기장에는 많은 양의 기계 구조물들이 있었다. 엘리베이터와 도르래는 동물들을 곧바로 경기장 내부에 풀어놓을 수 있게 했고, 심지어는 나무와 조형물들까지도 들었다 내렸다하며 풍경들도 바꿀 수 있었다. 고대 기록에 따르면 어떤 기계는 근처 수로와도 연결되어 있어 곧바로 경기장 내부에 물을 가득 채워넣을 수 있게 했다고도 한다. 다만 도미티아누스 황제가 모의 해전과 물을 사용한 경기를 제한하며 없어졌다고 한다.

### 부속 건물들
부속 건물들은 콜로세움에서 벌어지는 행사들의 실무를 맡았다. 경기장 자체 외에도 수많은 건물들이 이 행사의 진행을 도왔는데, 바로 동쪽에는 검투사 양성 학교가 있었으며, 이 학교에서 곧바로 검투사들이 콜로세움으로 직행할 수 있었다. 또한 근처에는 무기고, 병원, 시체 처리소 등이 있었다고 한다.
콜로세움에서 18m정도 떨어진 장소에 일련의 기둥들이 있었는데, 현재는 동쪽에 5개만이 남아있다. 이 기둥들의 용도에 관해서는 의견이 분분하며, 매표소의 경계, 종교적 경계였다는 등 다양한 학설들이 나오고 있다.

## 용도

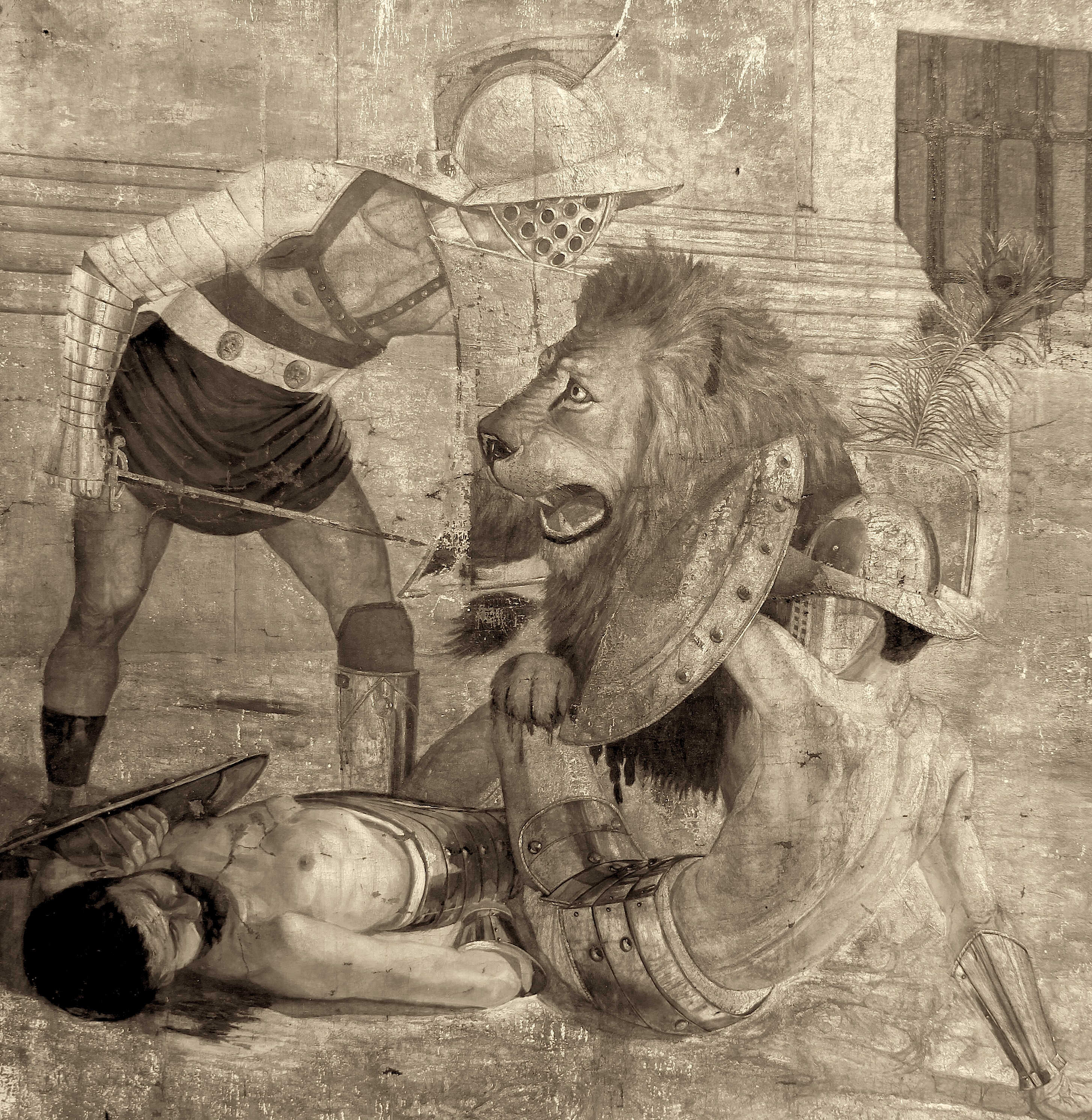
사자를 사냥하는 검투사의 모습

콜로세움은 검투사 경기 뿐만 아니라 다양한 행사의 주최지로 사용되었다. 이 공연들은 항상 국가가 아닌 개인들이 주최하는 행사들이었으며, 주최자의 권력과 부를 과시할 수 있는 기회였으며 인기를 얻고 가문의 명예를 높일 수 있는 방법이었다. 가장 인기있었던 공연은 동물 사냥이었다. 주로 아프리카와 중동에서 수입한 야생동물들을 활용하였는데, 코뿔소, 타조, 호랑이, 사자 등이 주요 구경거리였다. 사냥은 움직일 수 있는 나무들과 건물들이 있는 정교한 세트장에서 진행되었고, 대중들은 이와 같은 방식에 열광했다. 트라야누스 황제는 다키아를 정복한 기념으로 대대적인 행사를 열었는데, 11,000마리의 동물들과 10,000명의 검투사들이 이때 희생되었다고 한다.
검투사들은 보통 노예나 전쟁 포로들 중에서 운동 실력이 출중하고 용맹하게 잘 싸우는 이들로 이루어져 있었는데, 서로 결투를 벌이거나 다양한 종류의 동물을 사냥해 보여 로마 관중들을 즐겁게 해 주었다. 이렇게 살아간다는 것은 위험이 따르는 일이었으나, 검투사가 되면 이득도 있었다. 다른 노예들보다 생활환경이 훨씬 나은 군대식 학교에서 훈련을 받을 수 있었고, 승리를 거둔 검투사들은 영웅 대접을 받음으로써 한편으로는 일체감과 애국심을 불러일으키기도 하고, 다른 한편으로는 공포심을 심어주기 위한 정치적인 목적으로 건립되었다.
사형 선고를 받은 이들은 알몸으로 맹수 앞에 서게 되고, 산채로 찢기는 형벌을 받았다. 또한 결투가 진행되는 도중도중, 마술사나 곡예사들이 나와 군중들을 즐겁게 해주었다.
콜로세움 초기에, 이 곳에서는 모의 해상 전투가 열렸다고 한다. 서기 80년 티투스 황제가 개최한 행사에는 특별히 조련된 동물들을 보여주기 위해 경기장을 물로 채웠다는 기록들이 있고, 고대 그리스 시대의 유명한 해상 전투를 재현한 행사도 열렸었다고 한다. 다만 이 경기장에서 어떻게 물이 새지 않도록 막을 수 있었는지, 군함이 들어올 정도로 충분한 크기가 있었는지, 어떻게 물을 끌어올 수 있었는지에 대한 의문은 아직도 베일에 싸여있다.
경기장에서는 종종 실제 관목과 숲들도 옮겨져 전시되었다. 이와 같이 만들어진 세트장은 신화의 이야기나 영웅적인 이야기들을 소개할 때 주로 사용되었는데, 때때로 죄인이 짐승들에게 산채로 으깨지거나 불에 타는 것과 같은 잔인한 행사들의 배경이 되어주었다.

### 현대

콜로세움의 야경

오늘날 콜로세움은 로마의 주요 관광 명소로, 매일 수천명의 사람들이 콜로세움을 보기 위해 입장하고 있다. 경기장 바닥에는 다시 일부의 판석이 깔렸으며, 종종 기독교 의식에 사용되기도 한다. 이와 같은 의식은 20세기부터 전해져 내려오는 것인데, 예를 들어 교황 베네딕토 16세는 '십자가의 길'을 걸으며 이 곳을 순례하였다.

#### 복원
2011년 신발 회사 토즈의 대표인 디에고 델라 벨라가 콜로세움의 복원을 위해 2,500만 유로를 후원하는 계약을 체결했다. 복원 계획은 2011년 말 시작해 최대 2년 반정도가 소요될 것으로 예상됐다. 복원 비용을 조달 관련 문제로 인해 2013년에서야 복원 사업이 시작됐다. 참고로 2024년까진 소식이 없는 듯 하다. 

## 콜로세움의 파노라마

콜로세움의 파노라마.

## 같이 보기
- 검투사
- 키르쿠스 막시무스